# Búnquer de l'Ullastre
El Búnquer de l'Ullastre és una obra del municipi de Sant Climent Sescebes (Alt Empordà) inclosa en l'Inventari del Patrimoni Arquitectònic de Catalunya.

## Descripció
Situat al sud-oest del nucli urbà de la població de Sant Climent, al veïnat de l'Ullastre i al costat del mas del mateix nom. S'hi arriba mitjançant la carretera GI-602.
Búnquer semi soterrat de planta rectangular, amb la coberta bombada i bastit en formigó, mitjançant la tècnica de l'encofrat. S'aprecien perfectament les marques dels taulons utilitzats per construir-lo. L'accés es feia per la banda de llevant a través d'una senzilla obertura rectangular, a la que s'accedeix per unes escales que baixen. Estan emmarcades per unes baranes d'obra actualment restituïdes. Presenta una única finestra espitllerada a la banda de migdia. L'estructura presenta un folrat de pedra i ciment, a manera de camuflatge, al voltant del seu perímetre exceptuant la banda de migdia i la zona de l'accés.

## Història
Construcció militar portada a terme per l'organisme franquista denominat "Servicio Militar de Construcción". Aquestes fortificacions pertanyen a l'extensa i àmplia xarxa de búnquers i nius de metralladora, bastides entre els anys 1940-45, que s'estén tot al llarg de les terres properes a la frontera i al litoral nord de l'Empordà. Aquesta va ser nomenada "linea P" o "linea Peréz", encara que també és coneguda com a "línea Gutierrez", potser pel fet que el coronel d'enginyer Manuel Duelo Gutiérrez, va participar en una reunió relativa a la fortificació d'aquesta línia.
Realment, l'origen del nom ve donat per la posició geogràfica de la línia en qüestió que abastava tota la part del Pirineus, d'aquí que s'anomenés P. Totes aquestes construccions foren bastides després d'acabar-se la guerra del 1936-39 pels serveis de l'exèrcit del govern dictatorial, en resposta a una possible invasió procedent de França.
L'any 1985 es va decidir suprimir els regiments de defensa i desmantellar les bateries.